# Tocantins (brazilska savezna država)
Tocantins, država u središnjem Brazilu nastala 1988. od sjevernog dijela države Goiás. Galvni grad Palmas.

## Općine
Tocantins se sastoji od 139 općina (municipios): Abreulândia; Aguiarnópolis; Aliança do Tocantins; Almas; Alvorada; Ananás; Angico; Aparecida do Rio Negro; Aragominas; Araguacema; Araguaçu; Araguaína; Araguanã; Araguatins; Arapoema; Arraias; Augustinópolis; Aurora do Tocantins; Axixá do Tocantins; Babaçulândia; Bandeirantes do Tocantins; Barra do Ouro; Barrolândia; Bernardo Sayão; Bom Jesus do Tocantins; Brasilândia do Tocantins; Brejinho de Nazaré; Buriti do Tocantins; Cachoeirinha; Campos Lindos; Cariri do Tocantins; Carmolândia; Carrasco Bonito; Caseara; Centenário; Chapada da Natividade; Chapada de Areia; Colinas do Tocantins; Colméia; Combinado; Conceição do Tocantins; Couto de Magalhães; Cristalândia; Crixás do Tocantins; Darcinópolis; Dianópolis; Divinópolis do Tocantins; Dois Irmãos do Tocantins; Dueré; Esperantina; Fátima; Figueirópolis; Filadélfia; Formoso do Araguaia; Fortaleza do Tabocão; Goianorte; Goiatins; Guaraí; Gurupi; Ipueiras; Itacajá; Itaguatins; Itapiratins; Itaporã do Tocantins; Jaú do Tocantins; Juarina; Lagoa da Confusão; Lagoa do Tocantins; Lajeado; Lavandeira; Lizarda; Luzinópolis; Marianópolis do Tocantins; Mateiros; Maurilândia do Tocantins; Miracema do Tocantins; Miranorte; Monte do Carmo; Monte Santo do Tocantins; Muricilândia; Natividade; Nazaré; Nova Olinda; Nova Rosalândia; Novo Acordo; Novo Alegre; Novo Jardim; Oliveira de Fátima; Palmas; Palmeirante; Palmeiras do Tocantins; Palmeirópolis; Paraíso do Tocantins; Paranã; Pau d’Arco; Pedro Afonso; Peixe; Pequizeiro; Pindorama do Tocantins; Piraquê; Pium; Ponte Alta do Bom Jesus; Ponte Alta do Tocantins; Porto Alegre do Tocantins; Porto Nacional; Praia Norte; Presidente Kennedy; Pugmil; Recursolândia; Riachinho; Rio da Conceição; Rio dos Bois; Rio Sono; Sampaio; Sandolândia; Santa Fé do Araguaia; Santa Maria do Tocantins; Santa Rita do Tocantins; Santa Rosa do Tocantins; Santa Tereza do Tocantins; Santa Terezinha do Tocantins; São Bento do Tocantins; São Félix do Tocantins; São Miguel do Tocantins; São Salvador do Tocantins; São Sebastião do Tocantins; São Valério da Natividade; Silvanópolis; Sítio Novo do Tocantins; Sucupira; Taguatinga; Taipas do Tocantins; Talismã; Tocantínia; Tocantinópolis; Tupirama; Tupiratins; Wanderlândia; Xambioá.

## Stanovništvo

### Indijanci
Akroá, Apinayé, Avá (Avá-Canoeiros), Javaé (Javahé), Guarani, Karajá, Krahô, Xambioá, Xerente.